# Segona divisió espanyola de futbol 1930-1931
Resum de l'activitat de la temporada 1930-1931 de la Segona divisió espanyola de futbol.

## Clubs participants
| Club                   | Ciutat               | Estadi           |
| ---------------------- | -------------------- | ---------------- |
| Athletic Club Madrid   | Madrid               | Metropolitano    |
| Reial Betis            | Sevilla              | Patronato Obrero |
| CE Castelló            | Castelló de la Plana | El Sequiol       |
| Deportivo de La Coruña | La Corunya           | Riazor           |
| Iberia SC              | Saragossa            | Torrero          |
| Reial Múrcia CF        | Múrcia               | La Condomina     |
| Reial Oviedo           | Oviedo               | Buenavista       |
| Sevilla FC             | Sevilla              | Nervión          |
| Sporting de Gijón      | Gijón                | El Molinón       |
| València FC            | València             | Mestalla         |

## Classificació
| Pos | Equip                  | PJ | PG | PE | PP | GF | GC | DG  | Pts | Promoció o descens        |
| --- | ---------------------- | -- | -- | -- | -- | -- | -- | --- | --- | ------------------------- |
| 1   | València FC            | 18 | 12 | 2  | 4  | 37 | 25 | +12 | 26  | Ascens a Primera Divisió  |
| 2   | Sevilla FC             | 18 | 10 | 3  | 5  | 42 | 26 | +16 | 23  |                           |
| 3   | Athletic Club Madrid   | 18 | 11 | 1  | 6  | 47 | 31 | +16 | 23  |                           |
| 4   | R. Sporting de Gijón   | 18 | 8  | 2  | 8  | 50 | 31 | +19 | 18  |                           |
| 5   | CE Castelló            | 18 | 6  | 6  | 6  | 27 | 31 | −4  | 18  |                           |
| 6   | Reial Betis            | 18 | 7  | 3  | 8  | 25 | 39 | −14 | 17  |                           |
| 7   | Real Murcia FC         | 18 | 6  | 2  | 10 | 28 | 45 | −17 | 14  |                           |
| 8   | Real Oviedo FC         | 18 | 4  | 6  | 8  | 39 | 41 | −2  | 14  |                           |
| 9   | Deportivo de La Coruña | 18 | 6  | 2  | 10 | 32 | 43 | −11 | 14  |                           |
| 10  | Iberia SC              | 18 | 5  | 3  | 10 | 23 | 38 | −15 | 13  | Descens a Tercera Divisió |

## Resultats
| Casa \ Fora            | ATL | BET | CAS | DEP | IBE | MUR | OVI | SEV | SPO | VAL |
| ---------------------- | --- | --- | --- | --- | --- | --- | --- | --- | --- | --- |
| Athletic Club Madrid   |     | 5–1 | 3–0 | 1–0 | 4–1 | 6–1 | 3–2 | 2–0 | 4–1 | 3–0 |
| Betis Balompié         | 2–3 |     | 1–1 | 4–3 | 2–1 | 3–0 | 3–2 | 0–1 | 2–0 | 0–1 |
| CE Castelló            | 4–1 | 1–2 |     | 2–1 | 4–0 | 1–3 | 1–0 | 3–3 | 1–0 | 1–1 |
| Deportivo de La Coruña | 5–2 | 2–1 | 1–1 |     | 4–0 | 5–4 | 4–4 | 2–1 | 1–0 | 1–2 |
| Iberia SC              | 1–0 | 2–0 | 0–0 | 2–0 |     | 1–2 | 2–1 | 0–2 | 3–3 | 5–0 |
| Reial Múrcia CF        | 0–3 | 1–2 | 1–2 | 4–0 | 1–1 |     | 3–2 | 2–1 | 4–1 | 1–2 |
| Reial Oviedo           | 4–1 | 2–2 | 2–2 | 4–1 | 5–3 | 1–1 |     | 3–3 | 3–1 | 1–1 |
| Sevilla FC             | 3–1 | 0–0 | 3–1 | 5–2 | 3–0 | 4–1 | 3–0 |     | 4–1 | 5–0 |
| Sporting de Gijón      | 2–2 | 5–0 | 7–2 | 3–0 | 5–1 | 9–0 | 2–1 | 6–0 |     | 2–1 |
| València FC            | 4–3 | 6–0 | 2–0 | 3–0 | 2–0 | 2–0 | 5–2 | 3–0 | 2–1 |     |

## Resultats finals
- Campió: València CF.
- Ascens a Primera divisió: València CF.
- Descens a Segona divisió espanyola de futbol: CE Europa.
- Ascens a Segona divisió: Celta de Vigo.
- Descens a Tercera divisió: Iberia SC.